# 燕尾蜂鸟属
燕尾蜂鸟属（学名：Eupetomena）是雨燕目蜂鸟科的一个属，包含以下2个物种：
- 燕尾蜂鸟 Eupetomena macroura
- 暗色蜂鸟 Eupetomena cirrochloris